# 長里站
長里站（日语：／ Nagasato eki */?）是位於長崎縣諫早市小長井町打越，九州旅客鐵道（JR九州）的長崎本線車站。
車站四周皆為農地，稍為較多的民居都位於長里川的另一端。

## 車站構造
建有一座以水泥建成的單層站房一座。外牆雖然標示「長里駅」的字樣，但是，站房與月台並非緊接在一起，不但令人聯想不到是站房，更覺是獨立在附近農地的建築物。另一方面，位於國道207號上也設有兩塊屬於JR九州的車站牌，其中一塊靠近長里川的小路，距離較近，另一塊設於「足角」巴士站旁，需要繞路而行。
真正的車站入口，其實是位於路堤下開鑿的一條單程車路，於其中一邊在兩條軌道的中間位置再鑿出了梯級及加建圍欄連接至月台，所以實際上並不需要進入站房也能到達月台。
站房內中央位置為入口及候車大堂，中央放置了四張由三個形座椅所拼成的正方形組合座位，右側為非公開房間，右側為男、女共用洗手間。

### 月台
月台建在路堤上，以鋼架及水泥板所搭建、1面2線的島式月台。近月台入口設有一小段長約6米的有蓋候車亭，其餘部份皆為露天部份。
採用一線通過形式，1號月台為主發月台，也是特急列車通過的軌道；2號月台只限需要避車時才會使用。月台十分狹窄，除了站牌和車票收集箱外，就根本沒有空間放置任何月台設施，這亦解釋了為何會在農地上獨立地建成了一座不相同的建築物作為站房。
| 月台 | 路線      | 上下行 | 方向                     | 備註                      |
| ---- | --------- | ------ | ------------------------ | ------------------------- |
| 1、2 | ■長崎本線 | 上行   | 小長井、肥前濱、江北方向 | 上下線列車主要使用1號月台 |
| 1、2 | ■長崎本線 | 下行   | 諫早、長崎方向           | 上下線列車主要使用1號月台 |

## 歷史
- 1990年3月10日：在時間表修正同時啟用。

## 使用狀況
在2016年度的1日平均乘車人次為49人。2017年度起，JR九州把日均乘車人數少於100人的車站不再列出其使用人數。
| 乘車人次變化 | 乘車人次變化 |
| 年度         | 1日平均人次  |
| ------------ | ------------ |
| 2000         | 48           |
| 2001         | 47           |
| 2002         | 46           |
| 2003         | 50           |
| 2004         | 54           |
| 2005         | 45           |
| 2006         | 44           |
| 2007         | 45           |
| 2008         | 53           |
| 2009         | 53           |
| 2010         | 50           |
| 2011         | 44           |
| 2012         | 46           |
| 2013         | 48           |
| 2014         | 54           |
| 2015         | 49           |
| 2016         | 49           |
| 2017起       | <100         |

## 車站周邊
- 國道207號（日语：国道207号）
- 長里川
- 諫早市立長里小學
- 小長井鄉村俱樂部
- 長里簡易郵局
- 「長里」巴士站 - 步行3分鐘

## 相鄰車站
九州旅客鐵道（JR九州）
■長崎本線
小長井－長里－湯江

## 外部連結
- JR九州長里站 （页面存档备份，存于）（日語）